# الوضع السياسي لهضبة الجولان

الحدود التاريخية والخطوط الفاصلة لهضبة الجولان

هضبة الجولان هي هضبة صخرية في منطقة المشرق العربي في غرب آسيا، استولت عليها إسرائيل من سوريا في حرب 1967، ويعتبر المجتمع الدولي، باستثناء إسرائيل والولايات المتحدة، مرتفعات الجولان أرضاً سورية تحتلها إسرائيل. رفضت سوريا بعد الحرب أي مفاوضات مع إسرائيل كجزء من قرار الخرطوم.
كانت الجولان تحت الإدارة العسكرية حتى أقر الكنيست قانون مرتفعات الجولان في عام 1981، الذي طبق القانون الإسرائيلي على المنطقة؛ وهي خطوة وصفت بالضم، ورداً على ذلك أصدر مجلس الأمن التابع للأمم المتحدة بالإجماع قرار مجلس الأمن رقم 497 الذي أدان الإجراءات الإسرائيلية لتغيير وضع الأرض معلناً أنها "لاغية وباطلة وليس لها أثر قانوني دولي"، وأن الجولان يظل أرضاً محتلة. أصبحت الولايات المتحدة في عام 2019 الدولة الوحيدة التي تعترف بمرتفعات الجولان كأرض ذات سيادة إسرائيلية، بينما يواصل بقية المجتمع الدولي اعتبارها أراضٍ صورية تحت الاحتلال العسكري الإسرائيلي.

## الانتداب البريطاني والفرنسي
تم تقسيم أجزاء من الأراضي السابقة للإمبراطورية العثمانية بعد الحرب العالمية الأولى إلى عدة انتدابات من عصبة الأمم تحت سيطرة إحدى دول الحلفاء المنتصرة في الحرب. كان الانتداب البريطاني على فلسطين والانتداب الفرنسي على سوريا من هذه الانتدابات، وتم وضع اللمسات النهائية على الحدود بينهما في اتفاقية بوليت-نيوكومب. كانت أول حدود دولية بين سوريا وفلسطين هي الحدود التي تم رسمها عام 1923 وهي الأخيرة حتى الآن، وكانت الحدود المتبقية منذ ذلك الحين نتيجة لاتفاقيات الهدنة، ووضعت الحدود بحيرة طبريا بأكملها، إلى جانب شريط بعرض عشرة أمتار على الشاطئ الشرقي، ضمن الانتداب البريطاني. انتهى الانتداب الفرنسي عام 1946 مع استقلال الجمهورية السورية، وطالبت سوريا بإجراء تغييرات على الحدود للسماح بمزيد من الوصول إلى مصادر المياه العذبة، وهي مطالب رفضها البريطانيون على أساس أن الحدود قد تم تقديمها والموافقة عليها من العصبة، وهكذا اعتبرت الأمم المتحدة وبريطانيا الأمر منتهيًا.

## فترة ما بعد الانتداب
أدت حرب 1948 التي أعقبت إعلان قيام إسرائيل، إلى سيطرة دولة إسرائيل المشكلة حديثًا على ما يقرب من 77% من أراضي الانتداب البريطاني، ومع ذلك، تقدمت سوريا إلى الشاطئ الشرقي لبحيرة طبريا، حيث كانت الحدود كما رسمها البريطانيون والفرنسيون على بعد عشرة أمتار شرق الخط الساحلي. تم إدراج ذلك الشريط الذي يبلغ طوله عشرة أمتار في منطقة منزوعة السلاح في مفاوضات الهدنة التي أعقبت إعلان وقف إطلاق النار كما طالبت إسرائيل.

## حرب 1967 وما بعدها
استولت إسرائيل في حرب 1967 على غالبية هضبة الجولان، وأصدر مجلس الأمن التابع للأمم المتحدة في أعقاب الحرب القرار رقم 242، الذي دعا إسرائيل إلى الانسحاب من الأراضي التي احتلتها في الحرب مقابل إنهاء جميع حالات الحرب والاعتراف بإسرائيل كدولة ذات سيادة من قبل الدول العربية. شهدت حرب أكتوبر المزيد من المكاسب الإقليمية لإسرائيل، على الرغم من موافقة إسرائيل على العودة إلى خط وقف إطلاق النار لعام 1967 في اتفاقية فض الاشتباك لعام 1974 بين إسرائيل وسوريا، وواصلت سوريا إصرارها على عودة الجولان في أي اتفاق سلام يتم التفاوض عليه بين البلدين.

## قانون مرتفعات الجولان
أقر الكنيست الإسرائيلي في 14 ديسمبر 1981 قانون مرتفعات الجولان، وبينما لم يستخدم القانون مصطلح الضم، إلا أنه اعتبر ضمًا من قبل المعارضة الإسرائيلية والمجتمع الدولي.
تمت إدانة هذا الإجراء دوليًا، وردًا على ذلك، أصدر مجلس الأمن التابع للأمم المتحدة قرار مجلس الأمن التابع للأمم المتحدة رقم 497 الذي أعلن أن القانون "لاغي وباطل وليس له أي أثر قانوني دولي" وأن اتفاقية جنيف الرابعة ما زالت تنطبق على الجولان باعتبارها أرضًا محتلة.

## وجهات النظر الدولية
ويعتبر المجتمع الدولي، باستثناء إسرائيل والولايات المتحدة، الجولان أرضاً سورية خاضعة للاحتلال الإسرائيلي، ويعترف عدد من الدول بأن الاحتلال الإسرائيلي شرعي بموجب ميثاق الأمم المتحدة على أساس الدفاع عن النفس، لكنها لا تعتبر أن هذه المخاوف تسمح بضم الأراضي التي تم الاستيلاء عليها بالقوة.
أصبحت الولايات المتحدة، التي اعتبرت في السابق مرتفعات الجولان محتلة، في مارس 2019 أول دولة تعترف بالسيادة الإسرائيلية على الأراضي التي تسيطر عليها منذ عام 1967، ولا يزال بقية المجتمع الدولي ينظر إلى المنطقة على أنها سورية تقع تحت الاحتلال الإسرائيلي، وأصدر أعضاء الاتحاد الأوروبي في مجلس الأمن التابع للأمم المتحدة بيانًا مشتركًا يدين الإعلان الأمريكي، وأصدر الأمين العام للأمم المتحدة أنطونيو غوتيريش بيانا قال فيه إن وضع مرتفعات الجولان لم يتغير، ونددت الجامعة العربية بالتحرك الأمريكي، معلنة أن "اعتراف ترامب لا يغير وضع المنطقة".